# Liste des circonscriptions électorales du Nouveau-Brunswick
Cet article dresse une liste des circonscriptions électorales fédérales et provinciales dans la province du Nouveau-Brunswick, au Canada à partir de 2006.

## Circonscriptions fédérales
- Acadie—Bathurst
- Beauséjour
- Fredericton
- Fundy Royal
- Madawaska—Restigouche
- Miramichi—Grand Lake
- Moncton—Riverview—Dieppe
- Nouveau-Brunswick-Sud-Ouest
- Saint John—Rothesay
- Tobique—Mactaquac

## Circonscriptions provinciales
- 1 - Restigouche-Ouest
- 2 - Restigouche-Est
- 3 - Belle-Baie-Belledune
- 4 - Bathurst
- 5 - Hautes-Terres-Nepisiguit
- 6 - Caraquet
- 7 - Shippagan-Les-Îles
- 8 - Tracadie
- 9 - Baie-de-Miramichi—Neguac
- 10 - Miramichi-Est
- 11 - Miramichi-Ouest
- 12 - Kent-Nord
- 13 - Beausoleil-Grand-Bouctouche-Kent
- 14 - Baie-de-Shédiac—Dieppe
- 15 - Shediac-Cap-Acadie
- 16 - Tantramar
- 17 - Dieppe-Memramcook
- 18 - Moncton-Est
- 19 - Moncton-Centre
- 20 - Moncton-Sud
- 21 - Moncton-Nord-Ouest
- 22 - Champdoré-Irishtown
- 23 - Riverview
- 24 - Albert-Riverview
- 25 - Arcadia-Butternut Valley-Maple Hills
- 26 - Sussex-Three Rivers
- 27 - Hampton-Fundy-St. Martins
- 28 - Quispamsis
- 29 - Rothesay
- 30 - Saint-Jean-Est
- 31 - Saint-Jean-Portland-Simonds
- 32 - Saint-Jean Havre
- 33 - Saint-Jean-Ouest-Lancaster
- 34 - Kings-Centre
- 35 - Fundy–Les-Îles–Saint-Jean Lorneville
- 36 - Sainte-Croix
- 37 - Oromocto-Sunbury
- 38 - Fredericton-Grand Lac
- 39 - Fredericton-Lincoln
- 40 - Fredericton-Sud-Silverwood
- 41 - Fredericton-Nord
- 42 - Fredericton-York
- 43 - Hanwell-New Maryland
- 44 - Carleton-York
- 45 - Woodstock-Hartland
- 46 - Carleton-Victoria
- 47 - Grand Sault-Vallée-des-Rivières-Saint-Quentin
- 48 - Edmundston-Vallée-des-Rivières
- 49 - Madawaska-Les-Lacs-Edmundston